# Lost Horizons (Luca Turilli)
Lost Horizons è il primo e al momento unico album di Luca Turilli e del suo progetto Luca Turilli's Dreamquest, pubblicato il 9 giugno 2006. In questa band Turilli riveste il ruolo di compositore, arrangiatore, tastierista e co-produttore e il genere proposto è una combinazione di symphonic metal a tinte gotiche e pop elettronico.
Da quest'album è stato tratto il singolo Virus.

## Tracce
1. Introspection
2. Virus
3. Dreamquest
4. Black Rose
5. Lost Horizons
6. Sospiro Divino
7. Shades of Eternity
8. Energy
9. Frozen Star
10. Kyoto's Romance
11. Too Late
12. Dolphin's Heart
13. Gothic Vision

- Tutte le musiche, i testi e le orchestrazioni composte da Luca Turilli

## Formazione
- Luca Turilli - tastiere, pianoforte, Orchestrazioni
- Myst - voce
- Dominique Leurquin - chitarra
- Sascha Paeth - basso
- Robert Hunecke-Rizzo - batteria